# 滝雅也
滝 雅也（たき まさや、1936年12月12日 - ）は、日本の男性俳優、声優である。長野県出身。

## 経歴
岡山県立笠岡高等学校卒業。NHK岡山放送劇団、ABC放送劇団、中部日本放送放送劇団を経て、以前は東京俳優生活協同組合に所属していた。

## 人物
ヨーヨーが特技である。そのため、『スケバン刑事』ではヨーヨー指導を担当した。
1982年に『お笑いスター誕生!!』にコミックマジシャンとして挑戦したが、1週目で落ちた。その後再挑戦で4週まで勝ち抜いた。
趣味はビデオ編集。

## 出演

### テレビドラマ
- 御宿かわせみ（1973年）
- スケバン刑事III 少女忍法帖伝奇（1986年） - 権佐

### テレビ番組
- お笑いスター誕生!!
- さんすうすいすい
- ハテナゲーム

### テレビアニメ
1977年
- あらいぐまラスカル（スラミー・ステルマー）
- 合身戦隊メカンダーロボ（敷島正造博士）
- シートン動物記 くまの子ジャッキー（ファコ）
- 新・巨人の星
- 無敵超人ザンボット3（1977年 - 1978年、警官、神江大太、トラックの男）
- ヤッターマン（クゼツ）

1978年
- 一球さん（一角志郎）
- ペリーヌ物語
- 星の王子さま プチ・プランス（父）
- 無敵鋼人ダイターン3（司会者、側近B）
- 若草のシャルロット（馭者）
- 野球狂の詩（1978年 - 1979年、記者(B)、記者A、男、院長、観客A 他）

1979年
- 機動戦士ガンダム（スミス、バロム）
- ドラえもん

1980年
- スーキャット（ドラヤマ社長）
- 伝説巨神イデオン（兵士A、副官、コモドア）
- トム・ソーヤーの冒険（船員、ウォルター）

1981年
- 銀河旋風ブライガー（ベルチ）
- 最強ロボ ダイオージャ（ジンナイ）
- 戦国魔神ゴーショーグン（サリマ）
- 太陽の牙ダグラム（ジョージ）
- 忍者ハットリくん
- まんが 水戸黄門

1982年
- Dr.スランプ アラレちゃん（ムービーマシーン）

1983年
- 銀河疾風サスライガー（男）
- ななこSOS（五反田）
- プラレス3四郎（マダーラ）
- まんが日本史（後藤象二郎）
- 野生のさけび

1984年
- ビデオ戦士レザリオン（ブルーハイム博士、プロミネンス総統）
- 牧場の少女カトリ（先生A）

1985年
- 小公女セーラ（八百屋さん）
- ダーティペア（客）
- ルパン三世 PARTIII

1986年
- ドリモグだァ!!

1988年
- グリム名作劇場（侍従）
- 新グリム名作劇場（重臣、父親）
- 闘将!!拉麵男（トンフー）
- 魔神英雄伝ワタル（長老）

1989年
- アイドル伝説えり子（唐沢英二郎）
- 戦え!超ロボット生命体 トランスフォーマーV（トム）
- 魔動王グランゾート（1989年 - 1990年、イマック、おじいちゃん）

1990年
- 魔神英雄伝ワタル2（村長、長老）

1991年
- ジャンケンマン（ヨーヨーじいさん）
- 絶対無敵ライジンオー（和尚）

2003年
- なるたる（明の父）

2004年
- 名探偵コナン（2004年 - 2010年、榛名三郎、福西 / 爆弾男）

2006年
- エンジェル・ハート（留さん）
- ブラック・ジャック（木の医者）
- ブラック・ジャック21（医者、院長）

### 劇場アニメ
- 機動戦士ガンダム（1981年、側近）
- フリテンくん（1981年）
- 伝説巨神イデオン 接触篇 THE IDEON; A CONTACT（1982年、ドルバ）
- キャプテン翼 ヨーロッパ大決戦（1985年、ハンス）
- ビックリマン 無縁ゾーンの秘宝（1988年、お祈り神父）
- 伊勢湾台風物語（1989年、徳三）

### OVA
- 真 魔神英雄伝ワタル（1989年、トンカラリン）
- SDガンダム外伝III アルガス騎士団（1990年、家老ウォン）
- 銀河英雄伝説（1994年）

### ゲーム
- テイルズ オブ デスティニー（2006年、シャイン・レンブラント）
- テイルズ オブ シンフォニア -ラタトスクの騎士-（2008年、シュナイダー）

### 特撮
- スーパー戦隊シリーズ
  - 秘密戦隊ゴレンジャー（1977年、鉄グモ仮面の声、ヨーヨー仮面の声および人間態）
  - ジャッカー電撃隊（1977年、目撃者）
  - バトルフィーバーJ（1979年、鈴本雄三、ベンキョウ怪人の声、ハエジゴク怪人の声）
  - 太陽戦隊サンバルカン（1981年）
  - 超獣戦隊ライブマン（1988年、ベンキョウヅノーの声）
- スパイダーマン 第7話 「恐ろしきヒット曲！歌って踊る殺人ロック」（1978年、ショーの司会者）
- ふしぎ犬トントン（1978年、トントンの声）
- 星雲仮面マシンマン（1984年、北野雄吉）
- 仮面ライダーシリーズ
  - 仮面ライダーBLACK（1988年、イラガ怪人の声）
  - 仮面ライダーBLACK RX（1988年、怪魔獣人ガイナギスカンの声）
- 機動刑事ジバン（1989年、オオカミノイドの声）

### 吹き替え
- デッドライン/おまえを渡さない
- バーナビー警部
- 迷宮のレンブラント
- リトル・ブッダ

### 舞台
- 船乗りクプクプの冒険

### その他コンテンツ
- スケバン刑事（ヨーヨー指導）
- 電脳警察サイバーコップ 第25話「恐怖の女戦士! ルナ登場」（ヨーヨー指導）